# Sybra bifuscomaculata
Sybra bifuscomaculata là một loài bọ cánh cứng trong họ Cerambycidae.